# Dallas Streetcar
Die Straßenbahn Dallas, englisch Dallas Streetcar, ist eine Straßenbahn in der texanischen Stadt Dallas. Sie wird vom Nahverkehrsunternehmen Dallas Area Rapid Transit (DART) betrieben, das auch vorher schon die Stadtbahn Dallas errichtet hat und betreibt.

## Geschichte
Vorgänger ist die M-line Trolley Straßenbahn von Dallas, die als Museumsbahn in Uptown nördlich es Geschäftszentrums von Dallas errichtet wurde. Diese zeigte, auch durch den Anschluss an das Stadtbahnsystem für den Pendlerverkehr, einen hohen Zuspruch auch ohne Touristen. Der wirtschaftliche Aufschwung in Uptown führte zu Überlegungen, auch südlich des Geschäftszentrums von Dallas eine Straßenbahn einzurichten.
Die DART Stadtbahn von Dallas wird finanziell von der Stadt stark unterstützt. Im Dezember 2010 konnte aus dem TIGER-Programm (Transportation Income Generating Economic Recovery) des Konjunkturpakets von 2009 (American Recovery and Reinvestment Act of 2009) eine Finanzierung in Höhe 23 Millionen US-Dollar gesichert werden. Weitere drei Millionen an Bundesgeldern konnten auch gesichert werden, auch durch die Unterstützung des Regionalrates (North Central Texas Council of Governments / NCTCOG). DART stellte daraufhin die Finanzierung des People-Mover zum Flughafen Dallas Love Field zurück und leitete 22 Millionen US-Dollar in das Projekt. Im Januar 2013 stimmte das NTCTCOG für eine Finanzierung von 31 Millionen aus Mitteln des Bundesstaates, die ursprünglich ebenfalls für den People-Mover vorgesehen waren. Zusammen reichten die Finanzierungszusagen dann aus, um gleich die ersten beiden Phasen des Projektes umzusetzen.
In Phase 1 wurde eine Strecke von der Dallas Union Station (Hauptbahnhof) stadtauswärts zum Dallas Methodist Medical Center errichtet – das ist ein Krankenhauskomplex mit 585 Betten und 60 Stationen, wo jährlich 175.000 Patienten behandelt werden. Der Bau begann im Mai 2013. Dieser Teil konnte im April 2015 in Betrieb genommen werden, der gleich zu Anfang einen 20-Minuten-Takt wochentags bot, zuerst nur mit dem einzigen Fahrzeug, das bis dahin geliefert worden war. Im Februar 2016 wurden die Betriebszeiten erweitert, sodass von 9:30 Uhr morgens bis Mitternacht gefahren wird, sowohl wochentags wie auch am Wochenende.
In Phase 2 wurde die Strecke von Dallas Methodist Medical Center (Station Beckley) stadtauswärts zum Bishop Arts District verlängert. Dabei handelt es sich um ein Entwicklungsgebiet im Stadtbezirk Oak Cliff, in dem unter anderem das Oak Cliff Film Festival stattfindet. Noch im April 2015 (DART) und Juni 2015 (Stadtrat Dallas) wurde die Errichtung bestätigt. Im August 2016 konnte die Strecke in Betrieb genommen werden, wobei durch den Einsatz eines zusätzlichen Fahrzeugs ein 20-Minuten-Takt ermöglicht wird.

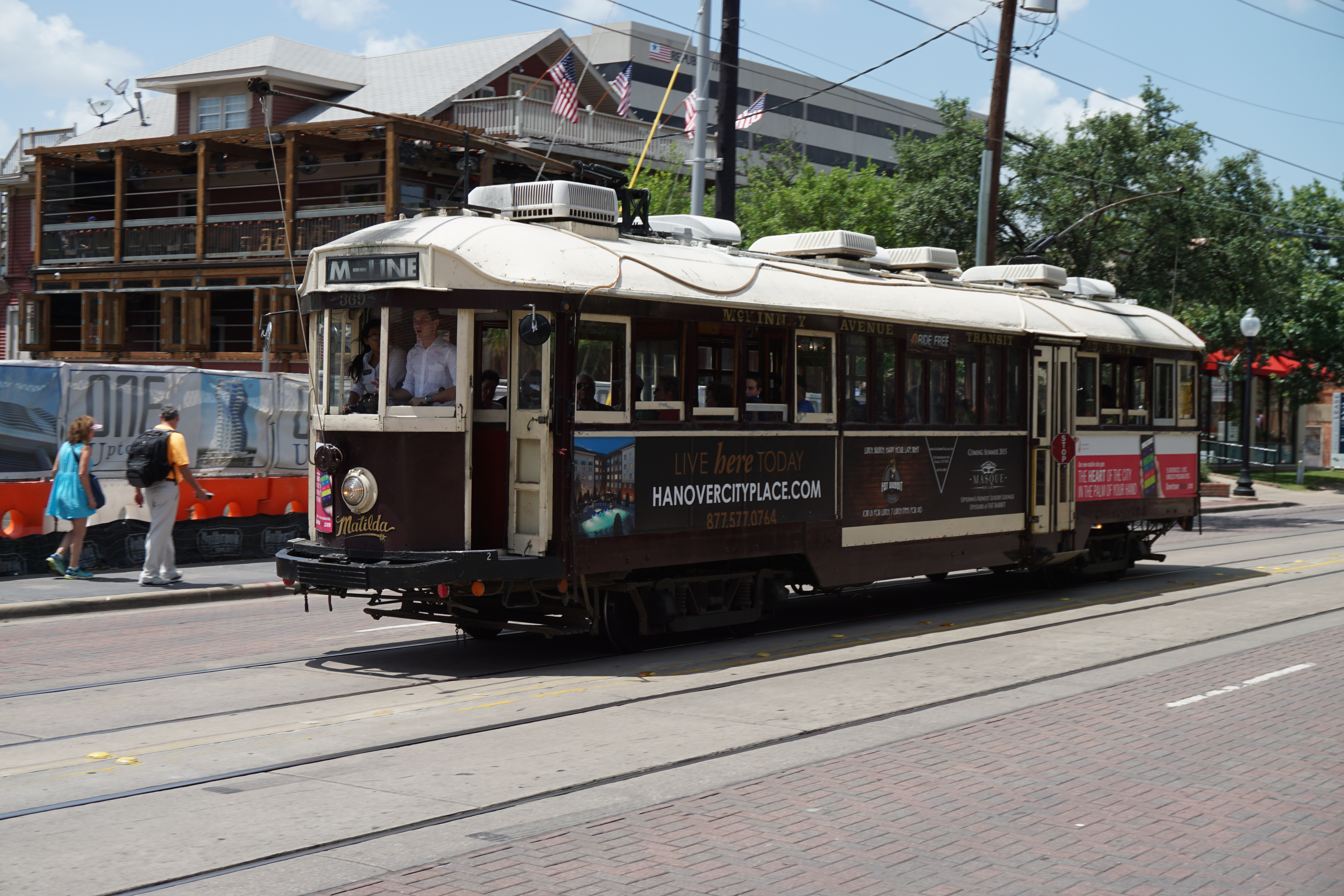
Ein historischer Straßenbahnwagen der M-line auf der namensgebenden McKinney Avenue (2015)

Zukünftig soll die Strecke stadteinwärts verlängert werden, sodass sie an der Station St. Paul auch an die M-line-Straßenbahn anschließt. Dort wie auch schon in Phase 1 an der Dallas Union Station besteht auch Anschluss an die Stadtbahn. Im Zuge des D2-Tunnels der Stadtbahn kann außerdem ein Übergang in Downtown entstehen. Zwei weitere Fahrzeuge, auf dann vier im Bestand, wurden im Juli 2015 bestellt und im Sommer 2016 geliefert.
Die Nutzung der Straßenbahn, wie auch schon vorher der M-line, ist kostenlos. Bei Verlängerung durch das Downtown-Geschäftszentrum möchte man einen Tarif einführen. Auch die M-line ist bisher kostenlos.